# Premio Jaén
El Concurso Internacional de Piano «Premio Jaén» es un Premio internacional de piano, creado en el año 1953 en la ciudad de Jaén (España), teniendo sus raíces en el viejo y desaparecido Club Alpino, una sociedad deportiva-cultural de difusa y corta existencia. El concurso nació sin grandes pretensiones del pianista Joaquín Reyes Cabrera y del arquitecto Pablo Castillo García-Negrete. Los primeros Premios fueron donados por Pablo Castillo García-Negrete.
El Premio Jaén, aunque en principio llamado Club Alpino, fue indudablemente el primer concurso de piano en toda España. Data del año 1953, mientras que el María Canals de Barcelona data del año 1954. Al principio sólo tenía carácter nacional, pero en el año 1959 adquiere la categoría internacional que posee hasta la fecha, que lo ha hecho considerarse un lugar de privilegio en España.
Con su denominación actual desde el año 1956 y organizado por la Diputación Provincial de Jaén, se ha celebrado en varios escenarios a lo largo de los años y es uno de los más antiguos de España en su modalidad musical. En sus ya 63 ediciones han participado pianistas de 17 países distintos, una de las características que certifica su repercusión internacional.
El periodo del certamen es anual y se celebra en abril. Los pianistas que quieran acceder a la final del certamen han de ser menores de 32 años y superar tres fases eliminatorias, en las que interpretarán piezas de gran dificultad. Estas piezas serán de grandes compositores, una de ellas en concreto será obligada, una pieza musical compuesta por músicos españoles expresamente para el Premio Jaén. En el certamen del año 2008, la obra obligada fue «Jaén 2008», compuesta por el compositor Claudio Prieto.
Este certamen pianístico posee un gran prestigio, ya que ha sido avalado, no solo por su larga trayectoria, sino por reconocimientos como la medalla de honor de la Real Academia de Bellas Artes de Nuestra Señora de las Angustias o el Premio Manuel de Falla que otorga la Consejería de Cultura y Patrimonio Histórico de la Junta de Andalucía. Esto se ha reflejado aumentado considerablemente, que empezaron hace ya medio siglo con pocos miles de pesetas, ya que el primer Premio concedido en el año 1956 a Jacinto Matute estuvo dotado con 5000 pesetas. El premio del año 2009 ascendió a 25 000 euros. Además del primer, segundo y tercer Premio, los participantes pueden optar al Premio Rosa Sabater al mejor intérprete de música española y el Premio de Música contemporánea, ascendiendo la dotación total a 57 000 euros.

## Historia

### Antecedentes
El Premio Jaén tiene unos confusos inicios, puesto que diversas instituciones intentaron llevarlo a cabo, y lo consiguieron, si bien en distintos años. En el año 1951, apareció el primer borrador de las bases para un certamen que en principio se llamaría Premio Diputación, organizado por el Instituto de Estudios Giennenses propuesto por el director de la Sección IV, Luis González López. En estas bases se decía que el plazo de inscripción se cerraría el día 31 de diciembre del mismo año y que los ejercicios en sí se celebrarían en público en el mes de abril —se supone del año siguiente, es decir, 1952—. Este primer concurso no era internacional, ni nacional, sino provincial, exclusivamente para pianistas de la Provincia de Jaén o residentes en ella. Un informe en forma de díptico sobre el concurso afirma que este nació en 1953, teniendo sus raíces en el viejo y ya inexistente Club Alpino, una sociedad deportivo-cultural de efímera existencia; Sus orígenes son de hecho modestos, sin grandes expectativas, el club sólo aportó el nombre. Los dos primeros premios de 1953 y el 1954 fueron donados por Pablo Castillo García-Negrete, un ciudadano de Jaén aficionado a la música. Con respecto a ello, se conserva un saluda de Vicente Herrera García, el presidente del Club Alpino que presenta el premio homónimo de 1954, a celebrar del 19 al 22 de abril, y que además adjunta las bases del certamen. El concurso «Diputación», de la institución más poderosa —La Diputación Provincial de Jaén— y desde el mayor potencial organizativo —el Instituto de Estudios Giennenses—, nunca llegó a ser convocado, mientras que Club Alpino sí que pudo, aun siendo organizado por una institución mucho más modesta.
En el año 1955, el Club Alpino decidió suprimir el concurso por falta de fondos. Ante esta deprimente decisión, Pablo Castillo, un arquitecto y consejero-delegado del Instituto de Estudios Giennenses, decidió llevar a cabo desde su institución el certamen, cambiando el nombre «Premio Club Alpino» por «Premio Jaén de Piano». Mientras que en otros lugares este tipo de certámenes se establecen en honor a la memoria de algún músico, el Premio Jaén nace del amor a la tierra y música, como su nombre refleja.
En el acta de la Comisión Permanente del 20 de marzo de 1956 del Instituto de Estudios Giennenses podremos ver las primeras noticias del Premio en el seno de la misma. A propuesta de Cobo Vera, en nombre del consejero Castillo García-Negrete, se pidió la formación de un jurado que habría de calificar la actuación de los participantes en el concurso. Dicho jurado estuvo formado por José Antonio de Bonilla y Mir, Eduardo Arroyo García Triviño, Antonio Molina y Asenjo, Pablo Castillo García-Negrete, José Sapena Matarredona —director del Conservatorio de Música de Jaén— y Joaquín Reyes Cabrera —director del Conservatorio de Música de Córdoba—.
En el año 1959, obtuvo la categoría internacional, aunque no sería hasta el año 1965 cuando se presentaron pianistas de otros países.

## Jurado
A lo largo de los años, varias personalidades han ido formando parte de los jurados calificadores. Estas personas eran: Javier Alfonso, Guillermo González, Marcelle Heuclin, Salomón Mikowsky, Nicole Henriot, Leslie Wright, Teresa Rutkowska, Valentina Kameníková, Antonio de Raco, Hans Graf, Jean Paul Sevilla, Ronald Farren-Price, Maria Fernanda Wansneider, Marta Marchena, Begoña  Uriarte, Elza Kolodin, Giuseppe La Licata, Ralf Nattkemper, Dag Achatz, John Bell Young, Joaquín Soriano, Ramón Coll, Josep Colom, Enrique Pérez de Guzmán, Antón García Abril, Pilar Bilbao, Tomás Marco, Josu de Solaun Soto, José García Román y Pedro Jiménez Cavallé. Muchas de estas personas son catedráticos y profesores de importantes escuelas musicales.

## Los ganadores
| Edición | Año  | primer premio               | 2º premio                   | 3er premio                     |
| ------- | ---- | --------------------------- | --------------------------- | ------------------------------ |
| 65.º    | 2024 | Jooyeon Ka                  | Roberto Rúmenov             | Deren Wang                     |
| 64.º    | 2023 | Jinhyung Park               | Ryusei Horiuchi             | Ivan Basic                     |
| 63.º    | 2022 | Angel Stanislav Wang        | Alberto Ferro               | Yeon-Min Park                  |
| 62.º    | 2021 | Valentin Malinin            | Po-Wei Ger                  | Dominic Doutney                |
| 61.º    | 2019 | Alexander Koryakin          | Sun-A Park                  | Nicolas Bourdoncle             |
| 60.º    | 2018 | Honggi Kim                  | Jin-Hyeon Lee               | Jorge Antonio Nava Vasquez     |
| 59.º    | 2017 | Chun Wang                   | Dmitry Mayboroda            | Leon Bernsdorf                 |
| 58.º    | 2016 | Alexander Panfilov          | Soojin Cha                  | Denis Zhdanov                  |
| 57.º    | 2015 | Anastasia Rizikov           | Alexey Sychev               | Dasul Jung                     |
| 56.º    | 2014 | Akihiro Sakiya              | Juan Carlos Fernández-Nieto | João Miguel Xavier             |
| 55.º    | 2013 | desierto                    | Marcos Raul Madrigal Soto   | Nicholas Namoradze             |
| 54.º    | 2012 | Yutong Sun                  | Miyeon Lee                  | Michael Davidov                |
| 53.º    | 2011 | Mariana Prjevalskaia        | Tatiana Dorokhova           | Viviana Pia Lasaracina         |
| 52.º    | 2010 | Mladen Colic                | Scipione Sangiovanni        | Jae Kyung Yoo                  |
| 51.º    | 2009 | Antonii Baryshevski         | Shinnosuke Inugai           | Jingjing Wang                  |
| 50.º    | 2008 | Yun Yi Qin                  | Olga Kozlova                | Stefan Ciric                   |
| 49.º    | 2007 | Uki Lauri Aleksi Ovaskainen | Miao Huang                  | Tomoaki Yoshida                |
| 48.º    | 2006 | Inesa Sinkevych             | Chenyin Li                  | Ju-Eun Lee                     |
| 47.º    | 2005 | Ilya Rashkovskiy            | Tatiana Chernichka          | Masataka Takada                |
| 46.º    | 2004 | Irina Zahharenkova          | Domenico Codispoti          | Mariya Kim                     |
| 45.º    | 2003 | desierto                    | Laura McDonald              | Daniel del Pino Gil (ex aequo) |
| 45.º    | 2003 | desierto                    | Laura McDonald              | Tali Morgulis (ex aequo)       |
| 44.º    | 2002 | Anna Vinnitskaya            | Lilian Akopova              | Yaou Xie                       |
| 43.º    | 2001 | Javier Perianes Granero     | Hwang Sung-Hoon             | Ilona Timtchenko               |